# Box-office France 1946
Cet article traite du box-office de 1946 en France.

## Les films de plus de deux millions d'entrées
| Classement | Titre                            | Pays                                        | Réalisateur                                 | Box-office France |
| ---------- | -------------------------------- | ------------------------------------------- | ------------------------------------------- | ----------------- |
| 1.         | Pinocchio                        |                                             | Hamilton Luske / Ben Sharpsteen             | 7 835 702 entrées |
| 2.         | Mission spéciale                 |                                             | Maurice de Canonge                          | 6 781 120 entrées |
| 3.         | La Symphonie Pastorale           | Jean Delannoy                               | 6 373 123 entrées                           |                   |
| 4.         | Le Père tranquille               | René Clément                                | 6 138 877 entrées                           |                   |
| 5.         | L'Odyssée du docteur Wassell     |                                             | Cecil B. DeMille                            | 5 866 693 entrées |
| 6.         | La Bataille du rail              |                                             | René Clément                                | 5 727 203 entrées |
| 7.         | Le Bal des sirènes               |                                             | George Sidney                               | 5 438 786 entrées |
| 8.         | Le Voleur de Bagdad              |                                             | Ludwig Berger / Michael Powell / Tim Whelan | 5 135 145 entrées |
| 9.         | Le Capitan                       |                                             | Robert Vernay                               | 5 098 407 entrées |
| 10.        | Le Livre de la jungle            |                                             | Zoltan Korda                                | 5 084 962 entrées |
| 11.        | Destins                          |                                             | Richard Pottier                             | 4 664 583 entrées |
| 12.        | Les Mille et Une Nuits           |                                             | John Rawlins                                | 4 498 985 entrées |
| 13.        | Fantasia                         | James Algar / Samuel Armstrong / Ford Beebe | 4 355 746 entrées                           |                   |
| 14.        | La Belle et la Bête              |                                             | Jean Cocteau                                | 4 202 951 entrées |
| 15.        | Madame Miniver                   |                                             | William Wyler                               | 3 993 998 entrées |
| 16.        | Jéricho                          |                                             | Henri Calef                                 | 3 932 897 entrées |
| 17.        | Un ami viendra ce soir           | Raymond Bernard                             | 3 763 105 entrées                           |                   |
| 18.        | Roger la Honte                   | André Cayatte                               | 3 648 758 entrées                           |                   |
| 19.        | Le Gardian                       | Jean de Marguenat                           | 3 482 619 entrées                           |                   |
| 20.        | L'Ange qu'on m'a donné           | Jean Choux                                  | 3 395 431 entrées                           |                   |
| 21.        | Les Cinq Secrets du désert       |                                             | William Wyler                               | 3 331 298 entrées |
| 22.        | Qu'elle était verte ma vallée    | John Ford                                   | 3 224 511 entrées                           |                   |
| 23.        | Un revenant                      |                                             | Christian-Jaque                             | 3 220 757 entrées |
| 24.        | Rome, ville ouverte              |                                             | Roberto Rossellini                          | 3 119 626 entrées |
| 25.        | Le Trésor de Tarzan              |                                             | Richard Thorpe                              | 3 063 842 entrées |
| 26.        | La Revanche de Roger la Honte    |                                             | André Cayatte                               | 3 018 509 entrées |
| 27.        | Les Clandestins                  | André Chotin                                | 3 001 944 entrées                           |                   |
| 28.        | 120, rue de la Gare              | Jacques Daniel-Norman                       | 2 905 234 entrées                           |                   |
| 29.        | Gringalet                        | André Berthomieu                            | 2 852 778 entrées                           |                   |
| 30.        | On demande un ménage             | Maurice Cam                                 | 2 847 585 entrées                           |                   |
| 31.        | Le Signe de Zorro                |                                             | Rouben Mamoulian                            | 2 823 975 entrées |
| 32.        | Étrange Destin                   |                                             | Louis Cuny                                  | 2 778 947 entrées |
| 33.        | Les J3                           | Roger Richebé                               | 2 748 441 entrées                           |                   |
| 34.        | Macadam                          | Marcel Blistène                             | 2 742 018 entrées                           |                   |
| 35.        | Jane Eyre                        |                                             | Robert Stevenson                            | 2 620 527 entrées |
| 36.        | Pétrus                           |                                             | Marc Allégret                               | 2 602 969 entrées |
| 37.        | Les Portes de la nuit            | Marcel Carné                                | 2 559 337 entrées                           |                   |
| 38.        | Tant que je vivrai               | Jacques de Baroncelli                       | 2 532 572 entrées                           |                   |
| 39.        | Au petit bonheur                 | Marcel L'Herbier                            | 2 524 647 entrées                           |                   |
| 40.        | Les Clés du royaume              |                                             | John M. Stahl                               | 2 498 300 entrées |
| 41.        | Martin Roumagnac                 |                                             | Georges Lacombe                             | 2 491 431 entrées |
| 42.        | L'Étrangère                      |                                             | Anatole Litvak                              | 2 422 545 entrées |
| 43.        | L'Affaire du collier de la reine |                                             | Marcel L'Herbier                            | 2 439 614 entrées |
| 44.        | La Fille du diable               | Henri Decoin                                | 2 414 962 entrées                           |                   |
| 45.        | Les Démons de l'aube             | Yves Allégret                               | 2 411 165 entrées                           |                   |
| 46.        | La Foire aux chimères            | Pierre Chenal                               | 2 314 912 entrées                           |                   |
| 47.        | L'Aventure de Cabassou           | Gilles Grangier                             | 2 284 814 entrées                           |                   |
| 48.        | Arsenic et Vieilles Dentelles    |                                             | Frank Capra                                 | 2 275 428 entrées |
| 49.        | L'Intrigante de Saratoga         | Sam Wood                                    | 2 254 786 entrées                           |                   |
| 50.        | Patrie                           |                                             | Louis Daquin                                | 2 253 138 entrées |
| 51.        | Nuits d'alerte                   | Léon Mathot                                 | 2 250 729 entrées                           |                   |
| 52.        | Adieu chérie                     | Raymond Bernard                             | 2 242 346 entrées                           |                   |
| 53.        | Le Fils de Monte-Cristo          |                                             | Rowland V. Lee                              | 2 213 068 entrées |
| 54.        | L'Imposteur                      | Julien Duvivier                             | 2 210 933 entrées                           |                   |
| 55.        | La Route semée d'étoiles         | Leo McCarey                                 | 2 003 581 entrées                           |                   |